# Países Bajos en los Juegos Olímpicos de Albertville 1992
Los Países Bajos estuvieron representados en los Juegos Olímpicos de Albertville 1992 por un total de 19 deportistas que compitieron en 2 deportes.  
El portador de la bandera en la ceremonia de apertura fue el patinador de velocidad Leo Visser.

## Medallistas
El equipo olímpico neerlandés obtuvo las siguientes medallas:
| Nombre         | Deporte               | Competición |
| -------------- | --------------------- | ----------- |
| Oro            |                       |             |
| Bart Veldkamp  | Patinaje de velocidad | 10 000 m M  |
| Plata          |                       |             |
| Falko Zandstra | Patinaje de velocidad | 5000 m M    |
| Bronce         |                       |             |
| Leo Visser     | Patinaje de velocidad | 1500 m M    |
| Leo Visser     | Patinaje de velocidad | 5000 m M    |